# Epicadus pallidus
Epicadus pallidus là một loài nhện trong họ Thomisidae.
Loài này thuộc chi Epicadus. Epicadus pallidus được Cândido Firmino de Mello-Leitão miêu tả năm 1929.